# Andreas Konzett
Andreas Josef Konzett (* 21. Jänner 1861 in Bludenz; † 11. Jänner 1938 ebenda) war ein österreichischer Politiker (CSP) und Lehrer. Er war von 1909 bis 1914 sowie von 1918 bis 1923 Abgeordneter zum Vorarlberger Landtag und von 1910 bis 1919 Bürgermeister von Bludenz.

## Ausbildung und Beruf
Konzett besuchte die Volksschule Bludenz und setzte seine Ausbildung danach von 1874 bis 1882 am Gymnasium Feldkirch fort. Er legte 1882 die Matura ab und studierte im Anschluss Rechtswissenschaften an der Universität Graz. Am 2. Juli 1887 promovierte Konzett in Graz zum Doktor der Rechte. Danach war er als Konzipient in Meran und Bludenz beschäftigt und erwarb 1888 Praxis bei Walter Christian in Bludenz. In der Folge war er bis 1. Oktober bei der Kanzlei Biedermann in Dornbirn beschäftigt und wurde danach von 1895 bis 1938 Advokat in Bludenz. Von 1909 bis 1924 war er zudem Ersatzmann des Direktors der Hypothekenbank des Landes Vorarlberg.

## Politik und Funktionen
Lokalpolitisch war Konzett als Mitglied des Gemeindeausschusses von Bludenz und Vorsitzender des Ortsschulrates aktiv. Er wurde zudem Stadtrat und hatte von 1910 bis 1919 das Amt des Bürgermeisters inne. Er wurde 1909 als Vertreter der Stadt Bludenz zum Abgeordneten des Vorarlberger Landtags angelobt und gehörte dem Landtag in der Folge ununterbrochen bis 1923 an, wobei der Landtag jedoch nach Ausbruch des Ersten Weltkriegs zwischen 1914 und 1918 nicht mehr einberufen wurde. Er wurde am 3. November 1918 als Mitglied der provisorischen Vorarlberger Landesversammlung angelobt und war ab 1919 Abgeordneter des Wahlbezirkes Bludenz des regulären Landtags. Er schied per 5. November 1923 aus dem Landtag aus. Konzett war Obmannstellvertreter im Verfassungsausschuss, Obmannstellvertreter im Volkswirtschaftlichen Ausschuss und Obmann im Bauordnungsausschuss.
Neben seiner Tätigkeit im Landtag war Konzett von 1910 bis 1914 Mitglied im Landesausschusses und vom 3. November 1918 bis zum 6. Juni 1919 Ersatzmitglied des Landesrats Franz Unterberger im Landesrat. Danach fungierte er vom 17. Juni 1919 bis zum 5. November 1923 als Ersatzmitglied von Barnabas Fink in der Landesregierung.

## Privates
Konzett wurde als Sohn des Bleichermeisters Franz Anton Konzett (1831–1871) und dessen in Schlins geborenen Gattin Maria Magdalena Amann (1829–1906) geboren. Er heiratete am 16. September 1901 in Bludenz die in Dalaas geborene Josefine Stoiber (1869–1933) und wurde zwischen 1902 und 1912 Vater von vier Kindern.

## Auszeichnungen
- Ehrenbürger der Stadt Bludenz (18. Dezember 1935)
- Ritterkreuz des Franz-Josef-Ordens